# Суперечка Давніх та Нових

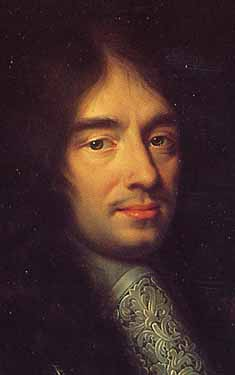
Шарль Перро, засновник дискусії

Суперечка Давніх та Нових (фр. querelle des Anciens et des Modernes) — літературна дискусія, що полягала у порівнянні заслуг класичних авторів і авторів сучасних.
Дискусія особливо розгорілася наприкінці XVII століття та сколихнула Французьку академію, де виникло обговорення між прихильниками «давніх», які підтримували заслуги античної літератури, та «нових», які стверджували, що мистецтво і література їхніх сучасників є на рівні, або навіть кращою за античну. Суперечка спалахнула після публікації поеми «Століття Людовика Великого» (1687) Шарля Перро. Після критики прихильників «давніх», Перро також видав твір «Паралелі між стародавнім і новим у питаннях мистецтва і наук» (1688), який й дав назву цій дискусії (завдяки грі слів — паралель (parallèle) та суперечка (querelle). Перро критикував схиляння перед античністю і бажав звільнити авторів від потреби імітувати «давніх» та їхні літературні жанри. 1694 року Нікола Буало, прихильник «давніх», опублікував свою «Сатиру X», чим спричинив відповідь низки прихильників «нових»: Жака Прадона, Жана-Франсуа Реньяра та Жана Донно де Візе. Загалом, у Франції автори розділились на два табори, зокрема Бернар ле Бов'є де Фонтенель писав: «Ніщо так ефективно не обмежує розум як надмірне схиляння перед Давніми»
Схожі дискусії відбувалися й в інших європейських країнах. Зокрема, в Німеччині Йоганн Вольфганг фон Гете заперечував Арістотелеву теорію катарсису, а Фрідріх Шиллер вважав античність наївною. В Англії суперечка ж набула форми памфлету Джонатана Свіфта «Битва книг», в якій автор здійснює сатиричну інтерпретацію дискусії.